# Arisaema
Arisaema Mart. è un genere di angiosperme della famiglia delle Aracee.
Le specie asiatiche sono spesso chiamate giglio cobra, mentre quelle occidentali sono spesso chiamate Jack in the pulpit. Entrambi i nomi si riferiscono all'aspetto distintivo del fiore, che consiste in uno spadice centrale eretto che sale da una brattea.

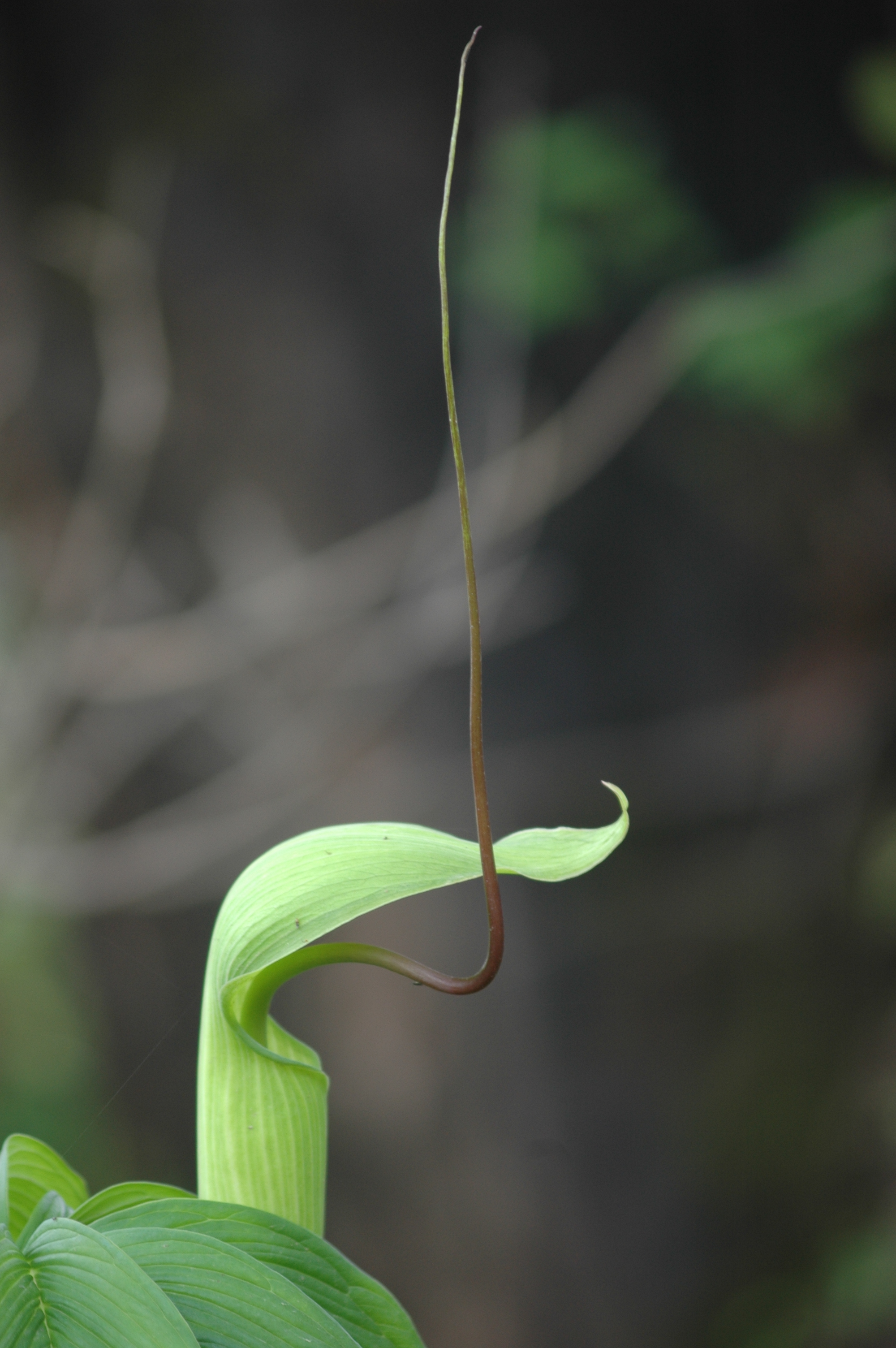
Arisaema tortuosum

## Biologia
Un tratto inusuale condiviso da tutte le specie di Arisaema è la capacità di "cambiare sesso". Le piante di Arisaema sono tipicamente maschili quando sono giovani, e femminili o ermafroditiche quando sono adulte, con una singola pianta in grado di cambiare sesso in base alla nutrizione e alla genetica, forse cambiando sesso diverse volte durante la sua lunga vita (20 anni o più).

## Distribuzione e habitat
La più grande concentrazione di specie si trova in Cina e Giappone, con altre specie native in altre parti dell'Asia meridionale, nell'Africa orientale e centrale, in Messico e nell'America del Nord orientale.

## Tassonomia
Il genere comprende le seguenti specie:
- Arisaema abei Seriz.
- Arisaema aequinoctiale Nakai & F.Maek.
- Arisaema agasthyanum Sivad. & C.S.Kumar
- Arisaema album N.E.Br.
- Arisaema amurense Maxim.
- Arisaema anatinum Brugg.
- Arisaema angustatum Franch. & Sav.
- Arisaema anomalum Hemsl.
- Arisaema aprile J.Murata
- Arisaema aridum H.Li
- Arisaema asperatum N.E.Br.
- Arisaema attenuatum E.Barnes & C.E.C.Fisch.
- Arisaema auriculatum Buchet
- Arisaema austroyunnanense H.Li
- Arisaema averyanovii V.D.Nguyen & P.C.Boyce
- Arisaema balansae Engl.
- Arisaema bannaense H.Li
- Arisaema barbatum Buchet
- Arisaema barnesii C.E.C.Fisch.
- Arisaema bathycoleum Hand.-Mazz.
- Arisaema bockii Engl.
- Arisaema bogneri P.C.Boyce & H.Li
- Arisaema bonatianum Engl.
- Arisaema bottae Schott
- Arisaema brinchangense Y.W.Low, Scherber. & Gusman
- Arisaema brucei H.Li, R.Li & J.Murata
- Arisaema burmaense P.C.Boyce & H.Li
- Arisaema calcareum H.Li
- Arisaema candidissimum W.W.Sm.
- Arisaema caudatum Engl.
- Arisaema chauvanminhii Luu, Q.D.Nguyen & N.L.Vu
- Arisaema chenii Z.X.Ma & Yi Jun Huang
- Arisaema chumponense Gagnep.
- Arisaema ciliatum H.Li
- Arisaema clavatum Buchet
- Arisaema claviforme Brugg., J.Ponert, Rybková & Vuong
- Arisaema concinnum Schott
- Arisaema condaoense V.D.Nguyen
- Arisaema consanguineum Schott
- Arisaema constrictum E.Barnes
- Arisaema cordatum N.E.Br.
- Arisaema costatum (Wall.) Mart.
- Arisaema cucullatum M.Hotta
- Arisaema dahaiense H.Li
- Arisaema decipiens Schott
- Arisaema dracontium (L.) Schott
- Arisaema echinatum (Wall.) Schott
- Arisaema echinoides H.Li
- Arisaema ehimense J.Murata & J.Ohno
- Arisaema elephas Buchet
- Arisaema enneaphyllum Hochst. ex A.Rich.
- Arisaema erubescens (Wall.) Schott
- Arisaema exappendiculatum H.Hara
- Arisaema fargesii Buchet
- Arisaema filiforme (Reinw.) Blume
- Arisaema fimbriatum Mast.
- Arisaema fischeri Manudev & Nampy
- Arisaema flavum (Forssk.) Schott
- Arisaema formosanum (Hayata) Hayata
- Arisaema franchetianum Engl.
- Arisaema fraternum Schott
- Arisaema galeatum N.E.Br.
- Arisaema garrettii Gagnep.
- Arisaema ghaticum (Sardesai, S.P.Gaikwad & S.R.Yadav) Punekar & Kumaran
- Arisaema grapsospadix Hayata
- Arisaema griffithii Schott
- Arisaema guangxiense G.W.Hu & H.Li
- Arisaema hainanense C.Y.Wu ex H.Li, Y.Shiao & S.L.Tseng
- Arisaema handelii Stapf ex Hand.-Mazz.
- Arisaema heterocephalum Koidz.
- Arisaema heterophyllum Blume
- Arisaema honbaense Luu, Tich, G.Tran & V.D.Nguyen
- Arisaema hunanense Hand.-Mazz.
- Arisaema ilanense J.C.Wang
- Arisaema inaense (Seriz.) Seriz. ex K.Sasam. & J.Murata
- Arisaema inclusum (N.E.Br.) N.E.Br. ex B.D.Jacks.
- Arisaema intermedium Blume
- Arisaema ishizuchiense Murata
- Arisaema iyoanum Makino
- Arisaema jacquemontii Blume
- Arisaema japonicum Blume
- Arisaema jethompsonii Thiyagaraj & P.Daniel
- Arisaema jingdongense H.Peng & H.Li
- Arisaema kawashimae Seriz.
- Arisaema kayahense J.Murata
- Arisaema kerrii Craib
- Arisaema kishidae Makino ex Nakai
- Arisaema kiushianum Makino
- Arisaema kuratae Seriz.
- Arisaema lackneri Engl.
- Arisaema laminatum Blume
- Arisaema langbiangense Luu, Nguyen-Phi & H.T.Van
- Arisaema leschenaultii Blume
- Arisaema lichiangense W.W.Sm.
- Arisaema lidaense J.Murata & S.K.Wu
- Arisaema liemiana Luu, H.T.Van, H.C.Nguyen & V.D.Nguyen
- Arisaema lihengianum J.Murata & S.K.Wu
- Arisaema limbatum Nakai & F.Maek.
- Arisaema lingyunense H.Li
- Arisaema lobatum Engl.
- Arisaema longipedunculatum M.Hotta
- Arisaema longitubum Z.X.Ma
- Arisaema lushuiense G.W.Hu & H.Li
- Arisaema macrospathum Benth.
- Arisaema madhuanum Nampy & Manudev
- Arisaema maekawae J.Murata & S.Kakish.
- Arisaema mairei H.Lév.
- Arisaema maximowiczii (Engl.) Nakai
- Arisaema maxwellii Hett. & Gusman
- Arisaema mayebarae Nakai
- Arisaema melanostoma Z.X.Ma, X.Yun Wang & W.Y.Du
- Arisaema meleagris Buchet
- Arisaema menglaense Y.H.Ji, H.Li & Z.F.Xu
- Arisaema microspadix Engl.
- Arisaema mildbraedii Engl.
- Arisaema minamitanii Seriz.
- Arisaema minus (Seriz.) J.Murata
- Arisaema monophyllum Nakai
- Arisaema mooneyanum M.G.Gilbert & Mayo
- Arisaema muratae Gusman & J.T.Yin
- Arisaema muricaudatum Sivad.
- Arisaema murrayi (J.Graham) Hook.
- Arisaema nagiense Tom.Kobay., K.Sasam. & J.Murata
- Arisaema nambae Kitam.
- Arisaema negishii Makino
- Arisaema nepenthoides (Wall.) Mart.
- Arisaema nikoense Nakai
- Arisaema nilamburense Sivad.
- Arisaema nonghinense Klinrat. & Yannawat
- Arisaema odoratum J.Murata & S.K.Wu
- Arisaema ogatae Koidz.
- Arisaema omkoiense Gusman
- Arisaema ornatum Miq.
- Arisaema ovale Nakai
- Arisaema pachystachyum Hett. & Gusman
- Arisaema pallidum Engl.
- Arisaema pangii H.Li
- Arisaema parisifolium J.Murata
- Arisaema parvum N.E.Br. ex Hemsl.
- Arisaema pattaniense Gagnep.
- Arisaema peerumedense J.Mathew
- Arisaema peltatum C.E.C.Fisch.
- Arisaema penicillatum N.E.Br.
- Arisaema petelotii K.Krause
- Arisaema petiolulatum Hook.f.
- Arisaema pianmaense H.Li
- Arisaema pierreanum Engl.
- Arisaema pingbianense H.Li
- Arisaema polyphyllum (Blanco) Merr.
- Arisaema prazeri Hook.f.
- Arisaema propinquum Schott
- Arisaema pseudoangustatum Seriz.
- Arisaema psittacus E.Barnes
- Arisaema quinatum (Nutt.) Schott
- Arisaema ramulosum Alderw.
- Arisaema ringens (Thunb.) Schott
- Arisaema rostratum V.D.Nguyen & P.C.Boyce
- Arisaema roxburghii Kunth
- Arisaema rubrirhizomatum H.Li & J.Murata
- Arisaema ruwenzoricum N.E.Br.
- Arisaema sachalinense (Miyabe & Kudô) J.Murata
- Arisaema saddlepeakense P.S.N.Rao & S.K.Srivast.
- Arisaema sarracenioides E.Barnes & C.E.C.Fisch.
- Arisaema saxatile Buchet
- Arisaema sazensoo (Blume) Makino
- Arisaema schimperianum Schott
- Arisaema scortechinii Hook.f.
- Arisaema seppikoense Kitam.
- Arisaema serratum (Thunb.) Schott
- Arisaema setosum A.S.Rao & D.M.Verma
- Arisaema siamicum Gagnep.
- Arisaema sikokianum Franch. & Sav.
- Arisaema silvestrii Pamp.
- Arisaema sinii K.Krause
- Arisaema sizemoreae Hett. & Gusman
- Arisaema smitinandii S.Y.Hu
- Arisaema somalense M.G.Gilbert & Mayo
- Arisaema souliei Buchet
- Arisaema speciosum (Wall.) Mart.
- Arisaema subulatum Manudev & Nampy
- Arisaema sukotaiense Gagnep.
- Arisaema taiwanense J.Murata
- Arisaema tashiroi Kitam.
- Arisaema tengtsungense H.Li
- Arisaema ternatipartitum Makino
- Arisaema thunbergii Blume
- Arisaema tortuosum (Wall.) Schott
- Arisaema tosaense Makino
- Arisaema translucens C.E.C.Fisch.
- Arisaema triphyllum (L.) Schott
- Arisaema tuberculatum C.E.C.Fisch.
- Arisaema ulugurense M.G.Gilbert & Mayo
- Arisaema umbrinum Ridl.
- Arisaema undulatifolium Nakai
- Arisaema utile Hook.f. ex Schott
- Arisaema vexillatum H.Hara & H.Ohashi
- Arisaema victoriae V.D.Nguyen
- Arisaema wangmoense M.T.An, H.H.Zhang & Q.Lin
- Arisaema wardii C.Marquand & Airy Shaw
- Arisaema wattii Hook.f.
- Arisaema wilsonii Engl.
- Arisaema wrayi Hemsl.
- Arisaema xuanweiense H.Li
- Arisaema yamatense (Nakai) Nakai
- Arisaema yunnanense Buchet
- Arisaema zhui H.Li